# Пайкерит

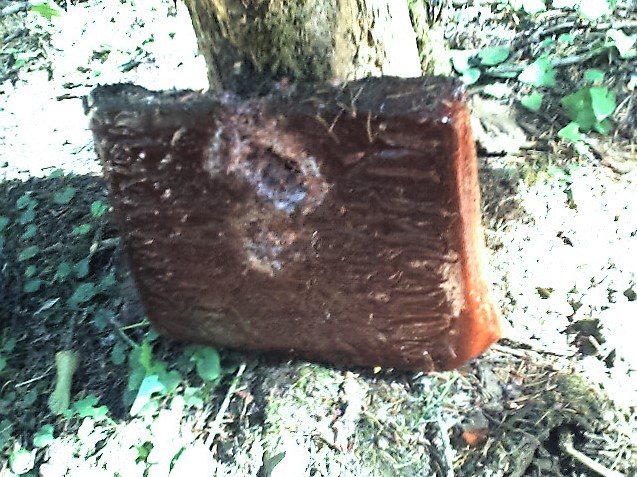
Шмат пайкериту

Пайкерит, пайкрит англ. pykrete — композиційний матеріал, що складається приблизно з 18-45 % (за вагою) деревної тирси (або будь-якого іншого виду деревної маси, наприклад, паперової пульпи) і до 55 % водяного льоду.
Названий на честь британського інженера, журналіста і розвідника Джеффрі Пайка, який запропонував на початку 1940-х років побудувати з цього матеріалу авіаносець (проєкт «Хабаккук»)
Пайкерит у 8 разів міцніше льоду і надає приблизно такий ж опір вибуху, як бетон. Завдяки низькій теплопровідності тане повільніше чистого льоду.
| механічні властивості                  | Лід  | Бетон | Пайкерит |
| -------------------------------------- | ---- | ----- | -------- |
| Міцність на стискання, фунт-сила/дюйм² | 500  | 2500  | 1100     |
| Міцність, фунт-сила/дюйм²              | 160  | 250   | 700      |
| Густина, г/см3                         | 0,91 | 2,5   | 0,98     |

Якщо замість тирси використовувати папір (напр. Газети) то механічні властивості пайкериту значно покращуються

## Проєкт Авакум
До 1942 підводні човни Крігсмаріне довели британський флот до відчаю — не було можливості супроводжувати кожне торгове судно, а протичовнові літаки берегового базування не могли літати далеко для знищення підводних човнів. Тоді англійському шпигунові і журналістові Джеффрі Пайку прийшла в голову ідея — побудувати авіаносці з протичовновими літаками з льоду.
Проєкт отримав назву Проєкт Авакум. Спочатку планувалося просто спилювати верхівки айсбергів, оснащувати їх моторами і розміщувати на них літаки. Танення б зайняло тижня, а потім би можна було пригнати новий айсберг — дешево і сердито. Потім ідея трансформувалась — Пайк запропонував морозити авіаносці в Англії з суміші тирси і льоду з інгібітором — пайкерита. Такі авіаносці б не танули місяцями, а міцність пайкерита була на рівні міцності бетону. У 1943 році був заморожений перший дослідний авіаносець в Канаді, але в 1944 році проєкт був закритий — через непотрібність.